# Friedrich von der Wengen
Friedrich Alexander von der Wengen (* 15. Dezember 1838 in Dresden; † 11. Dezember 1912 in Freiburg im Breisgau) war ein deutscher Militärschriftsteller, der sich in seinem Werk „Die Kämpfe vor Belfort im Januar 1871“ gegen das „Unwesen des Belfort-Kultes“ wandte und sich damit den Unmut der bedingungslosen Nationalisten zuzog.

## Leben
Wengen war der Sohn eines Obersten in russischen Diensten und trat selbst als 20-Jähriger in die österreichische Armee ein, wo er 1862 Unterleutnant 2. Klasse im Dragoner-Regiment Prinz Eugen wurde. Nach einem Reitunfall quittierte er ebenfalls noch 1862 den Militärdienst. Bei einem Aufenthalt in Basel lernte er 1862 Julie Montfort kennen, die er 1864 heiratete. Das einzige Kind, Johanna (1864–1881), starb in jugendlichem Alter. Von 1864 bis 1866 lebte von der Wengen in Gotha, wo er 1866 die Schlacht bei Langensalza aus kurzer Distanz miterlebte. Noch 1866 übersiedelte das Paar nach Freiburg um der Basler Heimat seiner Frau näher zu sein. Hier lebte von der Wengen bis zu seinem Tod. Er wirkte hier als Mitglied der Gesellschaft für Beförderung der Geschichts-, Altertums- und Volkskunde von Freiburg, dem Breisgau und den Angrenzenden Landschaften die ihn beauftragte das Werk über „Die Belagerung von Freiburg im Breisgau 1713“ zu erstellen.
Aufgrund seiner kompromisslosen und eigensinnigen Art kam es im Zusammenhang mit seinen Publikationen öfter zu mehr oder weniger polemischen Auseinandersetzungen, so zur Belagerung von Freiburg, der Schlacht bei Langensalza und vor allem zur Schlacht an der Lisaine (siehe Belfort-Mythe).
Neben seinen militärhistorischen Studien war von der Wengen in der Badischen Gesellschaft für Fischzucht tätig.

## Die „Belfort-Mythe“

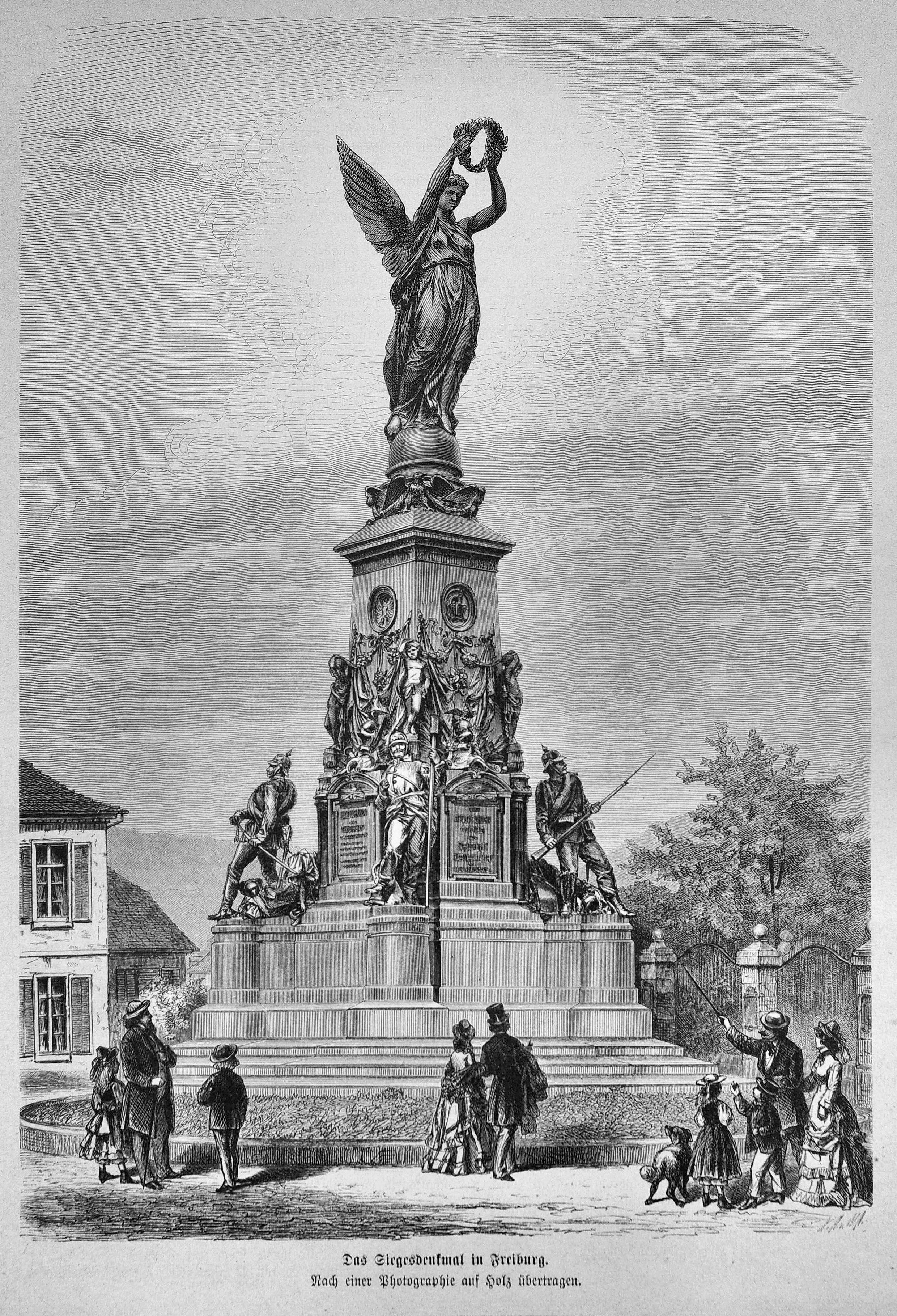
Siegesdenkmal in Freiburg im Breisgau

In der Endphase des Deutsch-Französischen Krieges versuchte die neu aufgestellte französische Ostarmee unter General Charles Bourbaki
die belagerte Festung Belfort zu entsetzen und dann nach Norden vorzustoßen, um die Nachschubwege der vor Paris liegenden deutschen Truppen abzuschneiden, was durch das deutsche XIV. Korps unter General August von Werder in der Schlacht an der Lisaine (15. bis 17. Januar 1871) verhindert wurde.
Die Belfort-Mythe hatte ihren Ursprung in dem am 18. Januar von General von Werder erlassenen Korpsbefehl, in dem er schrieb: „Es ist uns gelungen, den sehr überlegenen Feind der Belfort entsetzen und in Deutschland einfallen wollte, aufzuhalten und sodann siegreich abzuweisen.“
Die Behauptung, es sei eine französische Invasion Süddeutschlands verhindert und die dreifach stärkere Armee Bourbakis besiegt worden, wurde in der deutschen Öffentlichkeit vielfach wiederholt und überhöht. 1874 erhielt diese Behauptung in dem Werk von Ludwig Wilhelm Löhlein eine offiziöse Form.
Aus der Sicht von der Wengens war hingegen von Bourbaki nie ein Überfall auf Süddeutschland geplant, sondern die Unterbrechung der Versorgungslinien der deutschen Armee die vor Paris lag. Den Rückzug von Bourbakis Armee vor Belfort schreibt von der Wengen der raschen Ankunft der deutschen Südarmee unter Edwin von Manteuffel im Raum Besançon zu. Die Überbetonung der Leistung des XIV. Armee-Korps unter August von Werder bezeichnet er als Mythe.
Nachdem die Behauptung einer geplanten Invasion Süddeutschlands völlig haltlos geworden war, führte man nun an, dass für den Fall eines erfolgreichen Durchbruchs der Ostarmee bei Belfort Befürchtungen bestanden, dass kleinere französische Truppenteile auch in das badische Oberland vorstoßen könnten, um die demoralisierte französische Bevölkerung durch eine Siegesnachricht aufzurichten.
Für seine Kritik an der vorherrschenden Meinung wurde von der Wengen beispielsweise durch Löhlein, Loos und die Militär-Wochenzeitung scharf attackiert, während sich von der Wengen selbst als Verfechter der historischen Wahrheit sah.
In Freiburg wurde seit 1871 die Errichtung eines Siegesdenkmals betrieben, das dann 1876 feierlich enthüllt wurde.
Außer von der Wengen traute sich in ganz Baden niemand gegen die Belfort-Mythe aufzutreten. Er lehnte aber ein Denkmal nicht gänzlich ab, sondern schlug ein „Denkmal der Erinnerung an die ruhmvolle Theilname der badischen Division“ am Kriege gegen Frankreich vor, das dann auch besser in Karlsruhe errichtet werden sollte.
Bereits damals war klar, dass von der Wengen sachlich Recht hatte. So sah der auch als Militärschriftsteller bekannte Theodor Fontane „eine Glorifikation der drei Belfort-Tage, die in keinem ganz richtigen Verhältnis zu der That als solcher steht.“
In Baden wurde neben dem Sedantag auch der Gedenktag an die Schlacht an der Lisaine begangen.

## Ehrungen
Von der Wengen erhielt für sein Werk Geschichte der Kriegsereignisse zwischen Preußen und Hannover 1866 den Herzoglich Sachsen-Ernestinischen Hausorden verliehen.

## Schriften
- Hans Karl von Winterfeldt und der Tag von Moys am 7. September 1757, Berlin 1857
- Geschichte des Preußisch-Schwedischen Krieges in Pommern, der Mark und Mecklenburg 1757 bis 1762, Berlin 1858
- Die Kämpfe vor Belfort im Januar 1871, Leipzig 1875 Digitalisat der BSB München
  - Villersexel und Belfort: Streiflichter aus dem deutsch-franzos̈ischen Kriege 1871. Offenes Sendschreiben an den k. preußischen Generalmajor und Commandeur der 28. Infanteriebrigade… Herrn von Loos, Leipzig 1876 Google-Digitalisat
  - Die Kämpfe vor Belfort im Januar 1871 und die historische Wahrheit, Berlin R. Felix 1899
- Die Sage von der Madue-Maräne. In: Circulare des Deutschen Fischerei-Vereins im Jahr 1877. Circular No. 7 vom 29. Dezember 1877,  S. 209–210, Verlag W. Moeser, Berlin 1878 (Google Books).
- Geschichte des K.K. Oesterreichischen 13. Dragoner-Regiments Prinz Eugen von Savoyen : seit seiner Errichtung 1682 bis zur Gegenwart, Brandeis a.d. Elbe, Selbstverlag des Regiments, 1879. Internet Archive
- Geschichte der Kriegsereignisse zwischen Preußen und Hannover 1866 : mit Benutzung authentischer Quellen, Gotha : Perthes, 1886 Google-Digitalisat
  - General Vogel von Falckenstein und der hannoversche Feldzug 1866; offenes Sendschreiben an seine Kritiker. Gotha, Friedrich Andreas Perthes, 1887.
- Ludwig von Grolman, Friedrich von der Wengen: Tagebuch über den Feldzug des Erbgrossherzogs Karl von Baden 1806–1807, Freiburg im Breisgau : Herder’sche Verlagshandlung, 1887.
- Der kleine Krieg am Oberrhein im September 1870. In: Allgemeine Militär-Zeitung. 65. Jahrgang (1890). Artikelserie mit 10 Folgen. Internet Archive
- Karl Graf zu Wied, Königlich Preußischer Generallieutenant. Ein Lebensbild zur Geschichte der Kriege von 1734 bis 1763 nach den hinterlassenen Papieren des Verewigten und anderen ungedruckten Quellen. Gotha, Perthes 1890 Internet Archive
- Die Belagerung von Freiburg im Breisgau 1713. Tagebuch des österreichischen Kommandanten Freiherrn von Harsch. In: Zeitschrift der Gesellschaft für Beförderung der Geschichts-, Altertums- und Volkskunde von Freiburg, dem Breisgau und den angrenzenden Landschaften. 14. Jahrgang (1898), S. 1–420 Digitalisat der UB Freiburg
  - Die Belagerung von Freiburg im Breisgau 1713 : Tagebuch des Osterreichischen Kommandanten Feldmarschall-Lieutenants Freiherrn von Harrsch, Freiburg im Breisgau 1898 Internet Archive
  - Berichtigung zu: Ungedruckte Aktenstücke zu Geschichte der Belagerung von Freiburg 1713. In: Zeitschrift der Gesellschaft für Beförderung der Geschichts-, Altertums- und Volkskunde von Freiburg, dem Breisgau und den angrenzenden Landschaften. 16. Jahrgang (1900), S. 264–265
  - Der Stadtschreiber Mayer und die Übergabe der Stadt am 1. November 1713. In: Zeitschrift der Gesellschaft für Beförderung der Geschichts-, Altertums- und Volkskunde von Freiburg, dem Breisgau und den angrenzenden Landschaften. 19. Jahrgang (1903), S. 280–282
    - Peter Paul Albert: Erwiderung auf Wengens Artikel. In: Zeitschrift der Gesellschaft für Beförderung der Geschichts-, Altertums- und Volkskunde von Freiburg, dem Breisgau und den angrenzenden Landschaften. 19. Jahrgang (1903), S. 283–284
- Die Schlacht von Vionville-Mars la Tour und das königlich preußische X. Armeekorps, 1900
- Otto von Stockhorner von Starein (Herausgeber): Der Feldzug der Grossherzoglich Badischen Truppen unter Oberst Freiherrn Karl von Stockhorn gegen die Vorarlberger und Tiroler 1809 nach archivalischen Quellen, Heidelberg 1910
- Das Fürstlich Fürstenbergische Kontingent im Kriege von 1792–1796. In: Zeitschrift der Gesellschaft für Beförderung der Geschichts-, Altertums- und Volkskunde von Freiburg, dem Breisgau und den angrenzenden Landschaften. 7. Jahrgang (1888), S. 9–100 Digitalisat der UB Freiburg
- Bestallungsdekret für den Herzogl. Württembergischen Hofmeister Leopold Ludwig Freiherr Gayling von Altheim. In: Zeitschrift der Gesellschaft für Beförderung der Geschichts-, Altertums- und Volkskunde von Freiburg, dem Breisgau und den angrenzenden Landschaften. 8. Jahrgang (1889), S. 83–96
- Kleine Bilder vom Oberrhein a. d. Jahre 1701. In: Zeitschrift der Gesellschaft für Beförderung der Geschichts-, Altertums- und Volkskunde von Freiburg, dem Breisgau und den angrenzenden Landschaften. 8. Jahrgang (1889), S. 97–105

### Als Übersetzer
- Relation de l'expedition de Chine en 1860: Rédigée au Dépôt de la guerre d'après les documents officiels sous le Ministère de S. E. le maréchal comte Randon, étant directeur le général Blondel, Paris 1862 Google-Digitalisat
  - Krieg gegen China im Jahre 1860, Leipzig 1865 Google-Digitalisat
- Jean-Baptiste-Adolphe Charras: Histoire de la guerre de 1813 en Allemagne, 1866
  - Geschichte des Krieges von 1813 in Deutschland, Leipzig 1867 Digitalisat der BSB München

### Übersetzungen seiner Schriften
- Carlet (Übersetzer): La petite guerre dans le Haut-Rhin au mois de septembre 1870, Paris 1895 babel.hathitrust.org